# Список энанциорнисовых птиц
Здесь приведён список видов энанциорнисовых птиц.
Энанциорнисовые птицы, или энанциорнисы (лат. Enantiornithes), — клада вымерших птиц, которой обычно придают ранг подкласса. Доминировала среди птиц в меловом периоде. По состоянию на 2018 год описано более 80 видов, однако некоторые описаны по единичным костям, поэтому, вероятно, не все виды являются валидными. Их окаменелые остатки найдены на всех континентах за исключением Антарктиды. В меловом периоде энанциорнисовые птицы обитали в Лавразии и Гондване.
Систематизировать энанциорнисовых птиц сложно ввиду сильной фрагментарности ископаемых остатков, но в результате ряда филогенетических анализов внутри группы было выделено несколько семейств. Большинство родов ни в одно из семейств не включено.

## Incertae sedis
| Название                               | Год описания | Формация                                                                   | Место находки | Примечание | Иллюстрация |
| -------------------------------------- | ------------ | -------------------------------------------------------------------------- | ------------- | --- | ----------- |
| Abavornis bonaparti                    | 1998         | Джаракудук (верхний мел, туронский ярус — коньякский ярус)                 | Узбекистан    | Одни из множества энанциорнисов биссектинской свиты, известны только по коракоидам. |             |
| Alethoalaornis agitornis               | 2007         | Jiufotang (нижний мел, аптский ярус)                                       | Китай         | Полный скелет. Слабо изучены. |             |
| Alexornis antecedens                   | 1976         | La Bocana Roja (верхний мел, кампанский ярус)                              | Мексика       | Одни из первых известных энанциорнисовых птиц. Считались древними родственниками сизоворонок и дятлов. |             |
| Avimaia schweitzerae                   | 2019         | Сягоу (нижний мел, аптский ярус)                                           | Китай         | Небольшая птица длиной около 20 см. Среди ископаемых остатков найдена яичная скорлупа; на момент гибели птицы яйцо находилось внутри тела.                                                                              |             |
| Brevirostruavis macrohyoideus          | 2021         | Jiufotang (нижний мел, аптский ярус)                                       | Китай         | Обладала увеличенной подъязычной костью, что предполагает пищевую специализацию, аналогичную колибри, медососам и дятлам.                                                                                               |             |
| Catenoleimus anachoretus               | 1998         | Джаракудук (верхний мел, туронский ярус — коньякский ярус)                 | Узбекистан    | Одни из множества энанциорнисов биссектинской свиты, известны только по одному коракоиду. |             |
| Cathayornis yandica (Катайорнис)       | 1992         | Jiufotang (нижний мел, аптский ярус)                                       | Китай         | Одни из первых описанных энанциорнисовых птиц биоты Жэхэ. Известны по многим образцам, хотя некоторые сегодня отнесены к другим родам. Возможно, были похожи на питтовых внешним видом и повадками.                     |             |
| Cratoavis cearensis                    | 2015         | Сантана (нижний мел, аптский ярус)                                         | Бразилия      | Очень хорошо сохранившиеся представители группы, остатки включают отпечатки лентовидных перьев хвоста. |             |
| Cruralispennia multidonta              | 2017         | Huajiying (нижний мел, готеривский ярус)                                   | Китай         | Имели необычный пигостиль, похожий на таковой у Ornithuromorpha и перья в форме кисти на бёдрах. Одни из древнейших энанциорнисовых птиц.                                                                               |             |
| Dalingheornis liweii                   | 2006         | Исянь (нижний мел, аптский ярус)                                           | Китай         | Были хорошо приспособлены для карабканья по деревьям благодаря гетеродактильным лапам, как у трогоновых. |             |
| Dunhuangia cuii                        | 2015         | Xiagou (нижний мел, аптский ярус)                                          | Китай         | Энанциорнисовые из бассейна Чангма — области с необычно большим доминированием Ornithuromorpha. |             |
| Elbretornis bonapartei                 | 2009         | Lecho (верхний мел, маастрихтский ярус)                                    | Аргентина     | Известны только по кости крыла. Название может быть синонимом других энанциорнисовых формации Lecho. |             |
| Elektorornis chenguangi                | 2019         | Hukawng (верхний мел, сеноманский ярус)                                    | Мьянма        | Отличались от других энанциорнисовых птиц пропорциями ног. Найдены в бирманском янтаре. |             |
| Elsornis keni                          | 2007         | Джадохта (верхний мел, кампанский ярус)                                    | Монголия      | Несмотря на неполноту остатков, скелет обладает трёхмерной сохранностью. Возможно, не могли летать из-за пропорций крыла.                                                                                               |             |
| Enantiornis leali (Энанциорнисы)       | 1981         | Lecho (верхний мел, маастрихтский ярус)                                    | Аргентина     | Несмотря на то, что род основан на нескольких костях, по названию рода был назван весь подкласс энанциорнисовых птиц. Представители этого вида являлись одними из крупнейших и самыми поздними из энанциорнисовых птиц. |             |
| Eoalulavis hoyasi                      | 1996         | Las Hoyas (нижний мел, барремский ярус)                                    | Испания       | Остатки сохранили перья, включая крылышко — специализированную часть крыла, помогающую при полёте. |             |
| Eocathayornis walkeri                  | 2002         | Jiufotang (нижний мел, аптский ярус)                                       | Китай         | Считались базальными родственниками Cathayornis yandica; сегодня эти таксоны считаются очень далёкими. |             |
| Eoenantiornis buhleri                  | 1999         | Исянь (нижний мел, аптский ярус)                                           | Китай         | Хорошо сохранившийся образец с неясной систематикой. |             |
| Evgenavis nobilis                      | 2014         | Илекская свита (нижний мел, барремский ярус)                               | Россия        | Известны по единственной цевке, которая разделяет некоторые черты с энанциорнисовыми птицами. |             |
| Explorornis                            | 1998         | Джаракудук (верхний мел, туронский ярус — коньякский ярус)                 | Узбекистан    | Известны только по коракоидам из биссектинской свиты. |             |
| Falcatakely forsterae                  | 2020         | Формация Мэйварано (верхний мел, аптский ярус)                             | Мадагаскар    | Развили массивный, как у тукана, клюв, несмотря на «примитивное» расположение головы, в отличие от современных птиц. |             |
| Feitianius paradisi                    | 2015         | Xiagou (нижний мел, аптский ярус)                                          | Китай         | Обладали сложным набором хвостовых перьев, в отличие от парных лентообразных перьев большинства энанциорнисовых. |             |
| Flexomornis howei                      | 2010         | Woodbine (верхний мел, сеноманский ярус)                                   | США           | Одни из древнейших североамериканских птиц, известны по фрагментарным остаткам. |             |
| Fortunguavis xiaotaizicus              | 2014         | Jiufotang (нижний мел, аптский ярус)                                       | Китай         | Имели крепкие кости, включая кости ног и когти, приспособленные для карабканья по деревьям. |             |
| Grabauornis lingyuanensis              | 2015         | Исянь (нижний мел, барремский ярус)                                        | Китай         | Пропорции крыльев, а также наличие крылышка указывают на то, что представители этого вида энанциорнисовых птиц был хорошими летунами.                                                                                   |             |
| Gracilornis jiufotangensis             | 2011         | Jiufotang Formation (нижний мел, аптский ярус)                             | Китай         | Возможные родственники Cathayornis yandica с характерными тонкими костями. |             |
| Gretcheniao sinensis                   | 2019         | Исянь (нижний мел, аптский ярус)                                           | Китай         | |             |
| Gurilynia nessovi                      | 1999         | Нэмэгэт (верхний мел, кампанский — маастрихтский ярус)                     | Монголия      | Слабо изученные, но, по-видимому, крупные и поздние представители группы. |             |
| Holbotia ponomarenkoi                  | 2015         | Andaikhudag (нижний мел, готеривский ярус)                                 | Монголия      | Со временем своего открытия в 1977 году и до формального описания в 2015 считались мелкими птерозаврами. Имели уникальные шейные позвонки и примитивное нёбо.                                                           |             |
| Houornis caudatus                      | 1997         | Jiufotang (нижний мел, аптский ярус)                                       | Китай         | Прежде считались сомнительным или одним из видов Cathayornis; исследование 2015 года нашло вид валидным. |             |
| Huoshanornis huji                      | 2010         | Jiufotang (нижний мел, аптский ярус)                                       | Китай         | Возможно, были манёвренными летунами, судя по строению передних конечностей и грудины. |             |
| Iberomesornis romerali (Иберомезорнис) | 1992         | Las Hoyas (нижний мел, барремский ярус)                                    | Испания       | Одни из первых энанциорнисовых птиц, известных по окаменевшим остаткам. Также одни из древнейших и наиболее примитивных представителей группы.                                                                          |             |
| Incolornis                             | 1998         | Джаракудук (верхний мел, туронский ярус — коньякский ярус)                 | Узбекистан    | Одни из множества энанциорнисов биссектинской свиты, известны только по коракоидам. Один из видов ранее считался принадлежащим роду Enantiornis.                                                                        |             |
| Junornis houi                          | 2017         | Исянь (нижний мел, аптский ярус)                                           | Китай         | Остатки этих птиц сохранились настолько хорошо, что на основе пропорций крыльев и перьев можно реконструировать модель их полёта.                                                                                       |             |
| Kizylkumavis cretacea                  | 1984         | Джаракудук (верхний мел, туронский ярус)                                   | Узбекистан    | Одни из множества энанциорнисов биссектинской свиты, известны только по фрагменту плеча. |             |
| Largirostrornis sexdentoris            | 1997         | Jiufotang (нижний мел, аптский ярус)                                       | Китай         | Возможно, относится к Cuspirostrisornis или является синонимом Cathayornis yandica. |             |
| Lectavis bretincola                    | 1993         | Lecho (верхний мел, маастрихтский ярус)                                    | Аргентина     | Крупные и длинноногие представители группы, похожие по пропорциям на современных прибрежных птиц. |             |
| Lenesornis                             | 1996         | Джаракудук (верхний мел, туронский ярус — коньякский ярус)                 | Узбекистан    | Одни из множества энанциорнисов биссектинской свиты, известны только по фрагменту крестца. Изначально относились к ихтиорнисам.                                                                                         |             |
| Liaoningornis longidigitris            | 1996         | Исянь (нижний мел, аптский ярус)                                           | Китай         | Изначально относились к группе Ornithurae, но теперь считаются родственными Eoalulavis. |             |
| Longchengornis sanyanensis             | 1997         | Jiufotang (нижний мел, аптский ярус)                                       | Китай         | Возможный синоним Cathayornis yandica. |             |
| Martinavis                             | 2007         | Grès à Reptiles, Lecho (верхний мел, кампанский ярус — маастрихтский ярус) | Франция       | Известны по элементам конечностей, были крупными и населяли большие территории. |             |
| Microenantiornis vulgaris              | 2017         | Jiufotang (нижний мел, аптский ярус)                                       | Китай         | Мелкие представители группы, которые обладали несколькими примитивными и производными чертами по сравнению с другими энанционисовыми птицами.                                                                           |             |
| Mirusavis parvus                       | 2020         | Исянь (нижний мел, аптский ярус)                                           | Китай         | Почти полный сочленённый скелет. |             |
| Monoenantiornis sihedangia             | 2016         | Исянь (нижний мел, аптский ярус)                                           | Китай         | Известны по образцу неполовозрелой особи, который показывает, как менялись перья у энанциорнисовых птиц по мере их роста.                                                                                               |             |
| Nanantius eos                          | 1986         | Toolebuc (нижний мел, альбский ярус)                                       | Австралия     | Известны по фрагментарным остаткам. Вероятно, прибрежные птицы, поскольку их остатки найдены в кишечнике ихтиозавра. |             |
| Noguerornis gonzalezi                  | 1989         | El Montsec (нижний мел, барремский ярус)                                   | Испания       | Образец сохранил отпечаток пропатагиума — участка кожи на плече, который формирует часть крыла. |             |
| Orienantius ritteri                    | 2018         | Huajiying (нижний мел, готеривский ярус)                                   | Китай         | Образец сохранил отпечатки мягких тканей и оперения. |             |
| Otogornis genghisi                     | 1994         | Yijinholuo (нижний мел)                                                    | Китай         | Слабо изучены. |             |
| Paraprotopteryx gracilis               | 2007         | Huajiying (нижний мел, барремский ярус)                                    | Китай         | Возможно, имели четыре лентовидных хвостовых пера вместо двух, как у прочих энанциорнисовых. |             |
| Parvavis chuxiongensis                 | 2014         | Jiangdihe (верхний мел, туронский ярус — сантонский ярус)                  | Китай         | Известны по остаткам маленькой, но полностью взрослой на момент смерти птицы. Единственные описанные энанциорнисовые птицы из верхнего мела Китая.                                                                      |             |
| Piscivorenantiornis inusitatus         | 2017         | Jiufotang (нижний мел, аптский ярус)                                       | Китай         | Известны по расчленённому скелету с сохранившимся желудком, с остатками рыбьих костей. |             |
| Protopteryx fengningensis              | 2000         | Huajiying (нижний мел, барремский ярус — аптский ярус)                     | Китай         | Одни из самых примитивных представителей группы. |             |
| Pterygornis                            | 2016         | Jiufotang (нижний мел, аптский ярус)                                       | Китай         | Один несочленённый скелет, относимый к этому виду, сохранил кости черепа, включая квадратно-скуловую кость. |             |
| Qiliania graffini                      | 2011         | Xiagou (нижний мел, аптский ярус)                                          | Китай         | Известны по остаткам посткраниального скелета. |             |
| Sazavis prisca                         | 1989         | Джаракудук (верхний мел, туронский ярус — коньякский ярус)                 | Узбекистан    | Одни из множества энанциорнисов биссектинской свиты, известны только по тибиотарзусу. |             |
| Shangyang graciles                     | 2019         | Jiufotang (нижний мел)                                                     | Китай         | Почти полный сочленённый скелет, сохранившийся на одной плите. |             |
| Sinornis santensis                     | 1992         | Jiufotang (нижний мел, аптский ярус)                                       | Китай         | Одни из первых описанных энанциорнисовых биоты Жэхэ. Напоминают Cathayornis yandica, но обычно выделяется в отдельный вид.                                                                                              |             |
| Xiangornis shenmi                      | 2012         | Jiufotang (нижний мел, аптский ярус)                                       | Китай         | Передняя конечность идентична таковой у Ornithuromorpha, возможно, из-за конвергентной эволюции. Крупные представители группы.                                                                                          |             |
| Yuanjiawaornis viriosus                | 2015         | Jiufotang (нижний мел, аптский ярус)                                       | Китай         | Одни из самых крупных энанциорнисовых, известных по ископаемым остаткам. |             |
| Yungavolucris brevipedalis             | 1993         | Lecho (верхний мел, маастрихтский ярус)                                    | Аргентина     | Имели большую и необычайно широкую цевку. |             |
| Yuornis junchangi                      | 2021         | Qiupa (верхний мел, маастрихтский ярус)                                    | Китай         | Крупная, беззубая птица, один из самых хорошо сохранившихся образцов из позднего мела. |             |

## Longipterygidae
Longipterygidae — семейство длинноклювых раннемеловых энанциорнисовых птиц с зубами только на кончике клюва. Обычно считаются базальными представителями группы.
| Название                      | Год описания | Формация                                                   | Страна | Примечание | Иллюстрация |
| ----------------------------- | ------------ | ---------------------------------------------------------- | ------ | --- | ----------- |
| Boluochia zhengi              | 1995         | Jiufotang (нижний мел, аптский ярус)                       | Китай  | Прежде ошибочно считали, что представители вида обладали крючкообразным клювом.                                                     |             |
| Camptodontornis yangi         | 2019         | Jiufotang (нижний мел, аптский ярус)                       | Китай  | Валидность вида оспаривается. Возможный синоним Longipteryx chaoyangensis.                                                          |             |
| Dapingfangornis sentisorhinus | 2006         | Jiufotang (нижний мел, аптский ярус)                       | Китай  | Могли иметь шипообразную структуру на лбу.                                                                                          |             |
| Longipteryx chaoyangensis     | 2001         | Jiufotang (нижний мел, аптский ярус)                       | Китай  | Два отлично сохранившихся полных скелета, отдельные кости.                                                                          |             |
| Longirostravis hani           | 2004         | Исянь) (нижний мел, аптский ярус)                          | Китай  | Как и все представители семейства, обладали тонким клювом, который могли использовать для извлечения беспозвоночных из ила и грязи. |             |
| Rapaxavis pani                | 2009         | Jiufotang (нижний мел, аптский ярус)                       | Китай  | Судя по строению ног, были гнездовыми птицами.                                                                                      |             |
| Shanweiniao cooperorum        | 2009         | Джаракудук (верхний мел, туронский ярус — коньякский ярус) | Китай  | Приобрели хвостовые перья, способные генерировать подъёмную силу, как современные птицы.                                            |             |
| Shengjingornis yangi          | 2012         | Jiufotang (нижний мел, аптский ярус)                       | Китай  | Птицы размером с голубя с длинным, тонким и слегка загнутым клювом.                                                                 |             |

## Pengornithidae
Pengornithidae были семейством ранних крупных энанциорнисовых птиц. Они имели множество мелких зубов и обладали многочисленными примитивными чертами, которые утеряны у большинства других энанциорнисовых. 
| Название                    | Год описания | Формация                                 | Страна | Примечание | Иллюстрация |
| --------------------------- | ------------ | ---------------------------------------- | ------ | --- | ----------- |
| Chiappeavis magnapremaxillo | 2015         | Jiufotang (нижний мел, аптский ярус)     | Китай  | Обладали веерообразным хвостом, состоящим из множества перьев. |             |
| Eopengornis martini         | 2014         | Huajiying (нижний мел, готеривский ярус) | Китай  | Старейшие известные представители семейства, и одни из старейших предполагаемых энациорнисовых. Обладали чрезвычайно хорошо сохранившимися лентовидными хвостами. |             |
| Parapengornis eurycaudatus  | 2015         | Jiufotang (нижний мел, аптский ярус)     | Китай  | Предположительно, вели схожий с дятлами образ жизни. |             |
| Pengornis houi              | 2008         | Jiufotang (нижний мел, аптский ярус)     | Китай  | Первые открытые представители семейства, а также одни из крупнейших известных энанциорнисовых птиц.                                                               |             |
| Yuanchuavis kompsosoura     | 2021         | Jiufotang (нижний мел, аптский ярус)     | Китай  | Обладали сложным шиловидным хвостовым веером, превосходящим по длине длину тела, который мог служить для демонстрации.                                            |             |

## Bohaiornithidae
Bohaiornithidae были семейством крупных, но геохронологически недолговечных ранних энанциорнисовых птиц с длинными крючкообразными когтями и прочными зубами с изогнутыми кончиками. Возможно, были хищниками, хотя это утверждение спорно.
| Название                | Год описания | Формация                                                        | Страна | Примечание | Иллюстрация |
| ----------------------- | ------------ | --------------------------------------------------------------- | ------ | --- | ----------- |
| Beiguornis khinganensis | 2022         | Longjiang (нижний мел, аптский ярус)                            | Китай  | Первая и единственная известная энанциорнисовая птица из этой формации.                                                                  |             |
| Bohaiornis guoi         | 2011         | Jiufotang (нижний мел, аптский ярус)                            | Китай  | Изначально считались найденными с гастролитами в районе желудка, которые позднее сочли минеральными включениями.                         |             |
| Gretcheniao sinensis    | 2019         | Исянь (нижний мел, аптский ярус)                                | Китай  | Отличалась по ряду признаков передней конечности и плечевого пояса от прочих представителей семейства.                                   |             |
| Linyiornis amoena       | 2016         | Jiufotang (нижний мел, аптский ярус)                            | Китай  | Возможные представители семейства, известные по хорошо сохранившемуся скелету, включавшему структуры, похожие на яйца.                   |             |
| Longusunguis kurochkini | 2014         | Jiufotang (нижний мел, аптский ярус)                            | Китай  | Довольно типичный представитель семейства.                                                                                               |             |
| Parabohaiornis martini  | 2014         | Jiufotang (нижний мел, аптский ярус)                            | Китай  | Ближайшие родственники Bohaiornis. |             |
| Shenqiornis mengi       | 2010         | Горизонт Qiaotou формации Huajiying (нижний мел, аптский ярус?) | Китай  | Первые известные представители семейства, которые не считаются близкими родственниками Bohaiornis. Сохранили большую заглазничную кость. |             |
| Sulcavis geeorum        | 2013         | Исянь (нижний мел, аптский ярус)                                | Китай  | Близкие родственники Shenqiornis с канавками на зубной эмали — уникальной особенностью среди ископаемых птиц.                            |             |
| Zhouornis hani          | 2013         | Jiufotang (нижний мел, аптский ярус)                            | Китай  | Крупный представитель семейства с хорошо сохранившейся черепной коробкой.                                                                |             |

## Gobipterygidae
Это семейство может быть монотипическим (состоящим только из одного рода или вида), так как некоторые члены группы являются сомнительными или слабо изученными и могут быть синонимичны типовому виду Gobipteryx minuta.
| Название                        | Год описания | Формация                                           | Страна   | Примечание                                                                                             | Иллюстрация |
| ------------------------------- | ------------ | -------------------------------------------------- | -------- | --- | ----------- |
| Gobipteryx minuta (Гобиптерикс) | 1974         | Барунгойотская свита (нижний мел, кампанский ярус) | Монголия | Продвинутые беззубые энанциорнисовые с крепким клювом, похожим на таковой у современных птиц.          |             |
| Jibeinia luanhera               | 1997         | Huajiying (нижний мел, аптский ярус?)              | Китай    | Слабо изучены и описаны по скелету, который в настоящее время утерян. Могли быть синонимичны Vescornis |             |
| Vescornis hebeiensis            | 2004         | Huajiying (нижний мел, аптский ярус?)              | Китай    | Мелкие энанциорнисовые с короткими клювами, могут быть синонимичны Jibeinia.                           |             |

## Avisauridae
Avisauridae были длительно существовавшим и широко распространённым семейством энанциорнисовых птиц, которые в основном отличаются особенностями строения цевки. Крупнейшие и наиболее продвинутые члены группы жили в Северной и Южной Америке вплоть до конца мелового периода, но их остатки очень фрагментарны по сравнению с некоторыми более ранними таксонами.
| Название                    | Год описания | Формация                                                                     | Страна    | Примечание | Иллюстрация |
| --------------------------- | ------------ | ---------------------------------------------------------------------------- | --------- | --- | ----------- |
| Avisaurus                   | 1985         | Hell Creek, Two Medicine (верхний мел, кампанский ярус — маастрихтский ярус) | США       | Самые крупные представители семейства. Изначально описаны как не-птичьи динозавры.                                                      |             |
| Bauxitornis mindszentyae    | 2010         | Csehbánya (верхний мел, сантонский ярус)                                     | Венгрия   | Известны по фрагментарным остаткам, уникальным благодаря строению цевки.                                                                |             |
| Concornis lacustris         | 1992         | Las Hoyas (нижний мел, барремский ярус)                                      | Испания   | Древнейшие и наиболее изученные представители семейства.                                                                                |             |
| Cuspirostrisornis houi      | 1997         | Jiufotang (нижний мел, аптский ярус)                                         | Китай     | Автор первоначального описания ошибочно посчитал, что представители этого таксона имели заострённый клюв.                               |             |
| Enantiophoenix electrophyla | 2008         | Oadi al Gabour (верхний мел, сеноманский ярус)                               | Ливан     | Могли питаться древесным соком, поскольку окаменелости были найдены вместе с шариками янтаря.                                           |             |
| Gettyia gloriae             | 2018         | Two Medicine Formation (верхний мел, кампанский ярус)                        | США       | Мелкие представители семейства. |             |
| Halimornis thompsoni        | 2002         | Mooreville Chalk (верхний мел, кампанский ярус)                              | США       | Могли быть прибрежными птицами. |             |
| Intiornis inexpectatus      | 2010         | Las Curtiembres (верхний мел, кампанский ярус)                               | Аргентина | Являясь родственниками крупных Avisauridae, представители этого вида были мелкими птицами.                                              |             |
| Mirarce eatoni              | 2018         | Kaiparowits (верхний мел, кампанский ярус)                                   | США       | Наиболее полный сохранившийся образец, найденный в штате Юта, США. Крупные, размером с индейку, птицы с развитым летательным аппаратом. |             |
| Mystiornis cyrili           | 2011         | Илекская свита (нижний мел, барремский ярус — аптский ярус)                  | Россия    | Обладают множеством особенностей из различных групп клады Paraves, но наиболее близки к семейству Avisauridae.                          |             |
| Neuquenornis volans         | 1994         | Bajo de la Carpa (верхний мел, сантонский ярус)                              | Аргентина | Имели длинные лапы с обратно-ориентированным большими пальцами, что указывает на хорошую способность к полёту и древолазанью.           |             |
| Soroavisaurus australis     | 1993         | Lecho (верхний мел, маастрихтский ярус)                                      | Аргентина | Близкие родственники Avisaurus. |             |